# 체스키크룸로프
체스키크룸로프(체코어: Český Krumlov, 독일어: Krumau (Krummau) an der Moldau 크루마우안데어몰다우[*])는 체코 남보헤미아 주의 작은 도시이다. 《크룸로프 성》을 포함한 뛰어난 건축물과 역사 문화재로 유명하며, 체스키크룸로프 구 시가지는 유네스코 세계유산이다.
체스키는 체코어로 〈보헤미아의 것〉을 의미하며, 이것에 의해 모라비아에 있는 모라프스키크룸로프(Moravský Krumlov)와 구별된다. 크룸로프는 〈강의 만곡부의 습지〉를 의미하며, 독일어의 크루메 아우에(Krumme Aue)를 그 어원으로 한다. 1920년 이전에는 〈크루마우안데어몰다우〉라는 명칭으로 알려졌으며, 오래된 옛 지도에는 크루마우(Krumau)라고 기재되어 있는 것이 많다.

## 인구
| 연도           | 인구   | ±%     |
| -------------- | ------ | ------ |
| 1869           | 7,071  | —      |
| 1880           | 8,106  | +14.6% |
| 1890           | 8,903  | +9.8%  |
| 1900           | 9,412  | +5.7%  |
| 1910           | 9,485  | +0.8%  |
| 1921           | 9,078  | −4.3%  |
| 1930           | 9,709  | +7.0%  |
| 1950           | 8,441  | −13.1% |
| 1961           | 9,294  | +10.1% |
| 1970           | 10,430 | +12.2% |
| 1980           | 13,776 | +32.1% |
| 1991           | 14,108 | +2.4%  |
| 2001           | 14,443 | +2.4%  |
| 2011           | 13,361 | −7.5%  |
| 2021           | 12,278 | −8.1%  |
| 출처: Censuses |        |        |

## 역사
체스키크룸로프 성이 지어지기 전부터 주민들이 정착해서 살았으며, 성은 1240년부터 프리체의 위티코(Witiko of Prčice)의 후손인 귀족 비트코프치(Vítkovci) 가문에 의해 지어졌다. 성은 1253년 오스트리아의 문헌에 크룸베노베라는 이름으로 처음 언급됐다. 전설에 의하면, 중세 독일어인 "krumbe ouwe"에서 유래한 것으로, 이것은 굽은 초원이라는 뜻이었다. 블타바 강이 체스키크룸로프를 굽이쳐 흘러가기 때문이다. 1255년 독일의 민네장 시인인 울리히 폰 리히텐슈타인가 지은 ‘귀부인에 대한 봉사(Frauendienst)'이란 시에도 언급되어 있다. 보헤미아 왕국의 중요한 교역로에 위치해 있었기 때문에 곧 성 아래쪽에 마을이 형성됐다. 체코어 지명인 크룸로프는 1259년 초에 기록됐다.
1302년 비트코프치 가문은 멸문당했고, 바츨라프 2세는 로즘베르크 가문에 성을 넘겼다. 보헤미아의 왕 얀의 시종장인 로즘베르크 가문의 피터1세는 이곳에 상주했으며, 14세기 초에 체스키크룸로프 윗 성을 축조했다. 당시에는 동방식민운동(Ostsiedlung)으로 바이에른 공국과 오스트리아 공국에서 이주한 독일인들이 주민의 대다수였다.

## 관광
체스키크룸로프의 구시가지와 성은 14세기부터 17세기까지 3세기에 걸쳐서 형성됐다. 시가지에서는 고딕, 르네상스, 바로크 양식 등 다양한 건축양식을 볼 수 있다. 체스키크룸로프의 시가지는 블타바강이 편자모양으로 굽이쳐서 흘러가며, 풍경이 매우 아름답다.

### 체스키크룸로프 성
체스키크룸로프 성은 도시의 규모에 비해 비정상적으로 큰 규모를 자랑한다. 프라하의 흐라드차니 다음으로 체코공화국에서 두번째로 성 규모가 크다. 성 내에는 로코코 양식의 정원이 있으며, 성이 지어진 거대한 바위 사이를 가로지르는 다리가 있다. 정원은 반세기가량 제대로 관리되지 못하다가, 세계기념물기금(WMF)이 선정한 1996년 세계기념물감시 대상에 선정됐다. 이후 아메리칸 엑스프레스의 후원 아래 정원의 분수가 복구됐고, 재가동 되고 있다.
성 내에는 성 비투스 교회(Kostel Sv. Víta)라는 고딕 양식으로 지어진 교회가 있다. 교회는 15세기에 지어졌으며 벽화 역시 15세기에 그려졌다.

## 교통
여러 버스 회사가 프라하에서 출발하는 직행 버스를 운행한다. 또한, 뮌헨, 비엔나 등의 도시를 오가는 미니 셔틀버스도 운행되고 있다..

## 갤러리

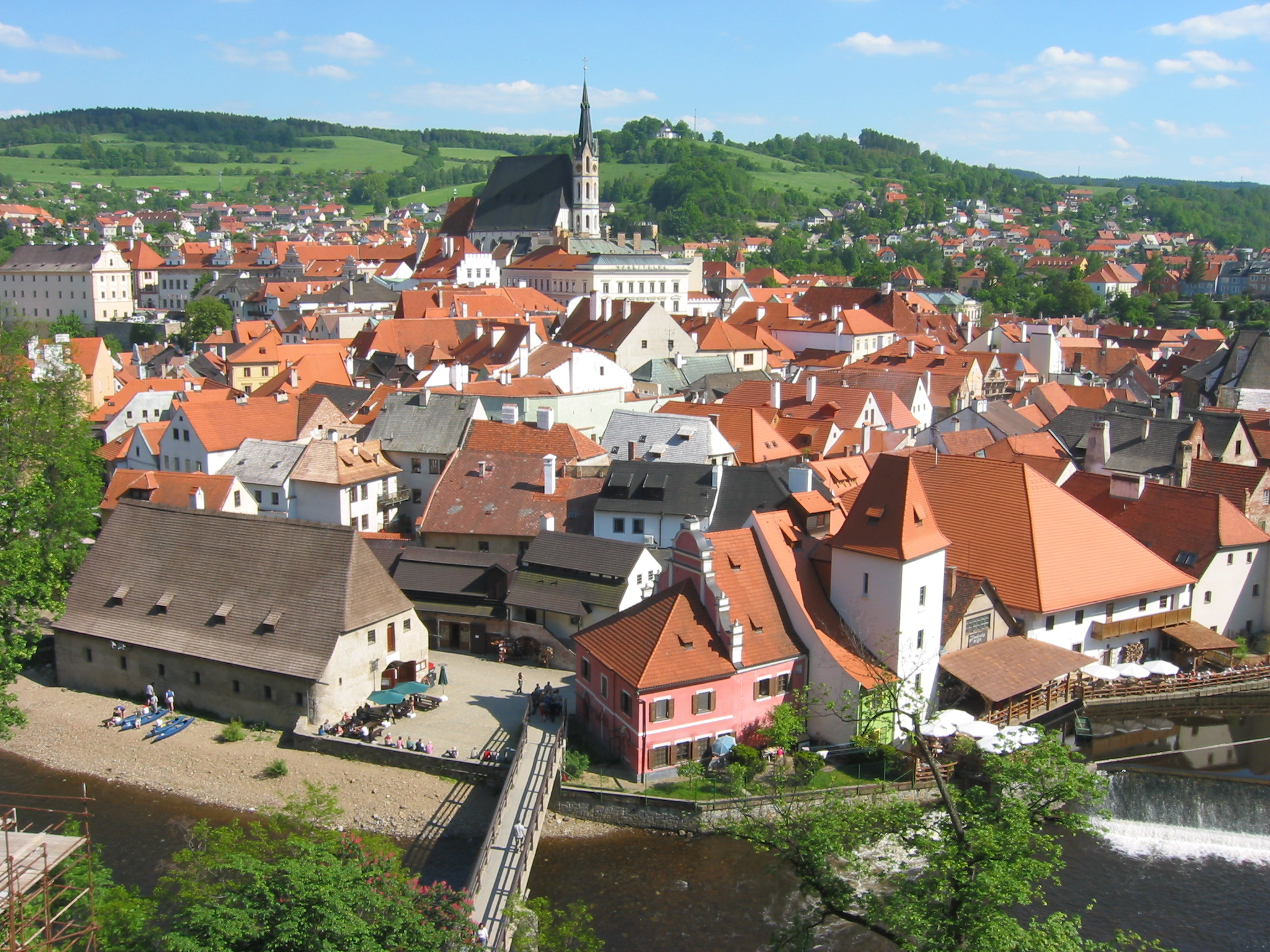
성에서 본 시가지
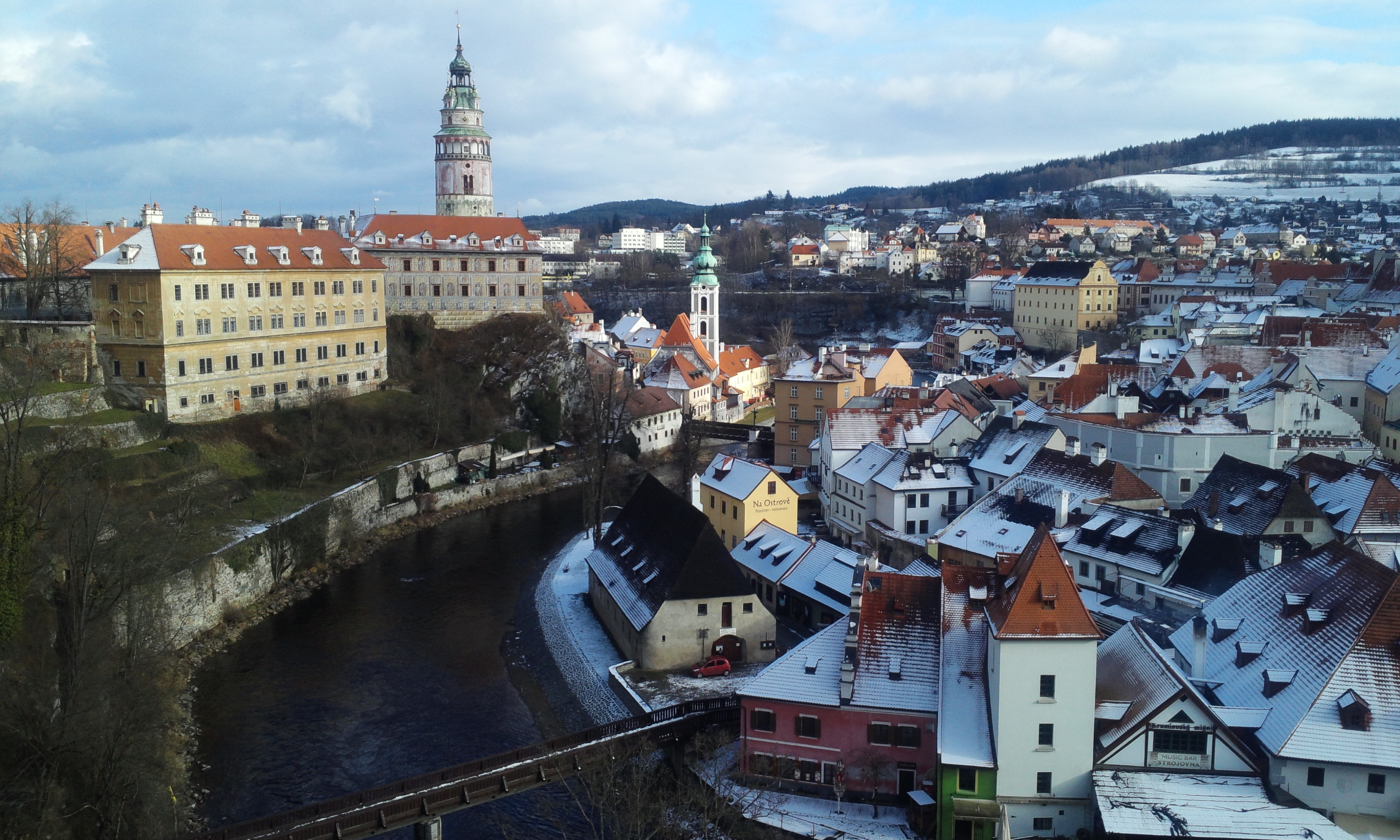
다리에서 본 성(블타바강 왼쪽)과 시가지(블타바강 오른쪽)
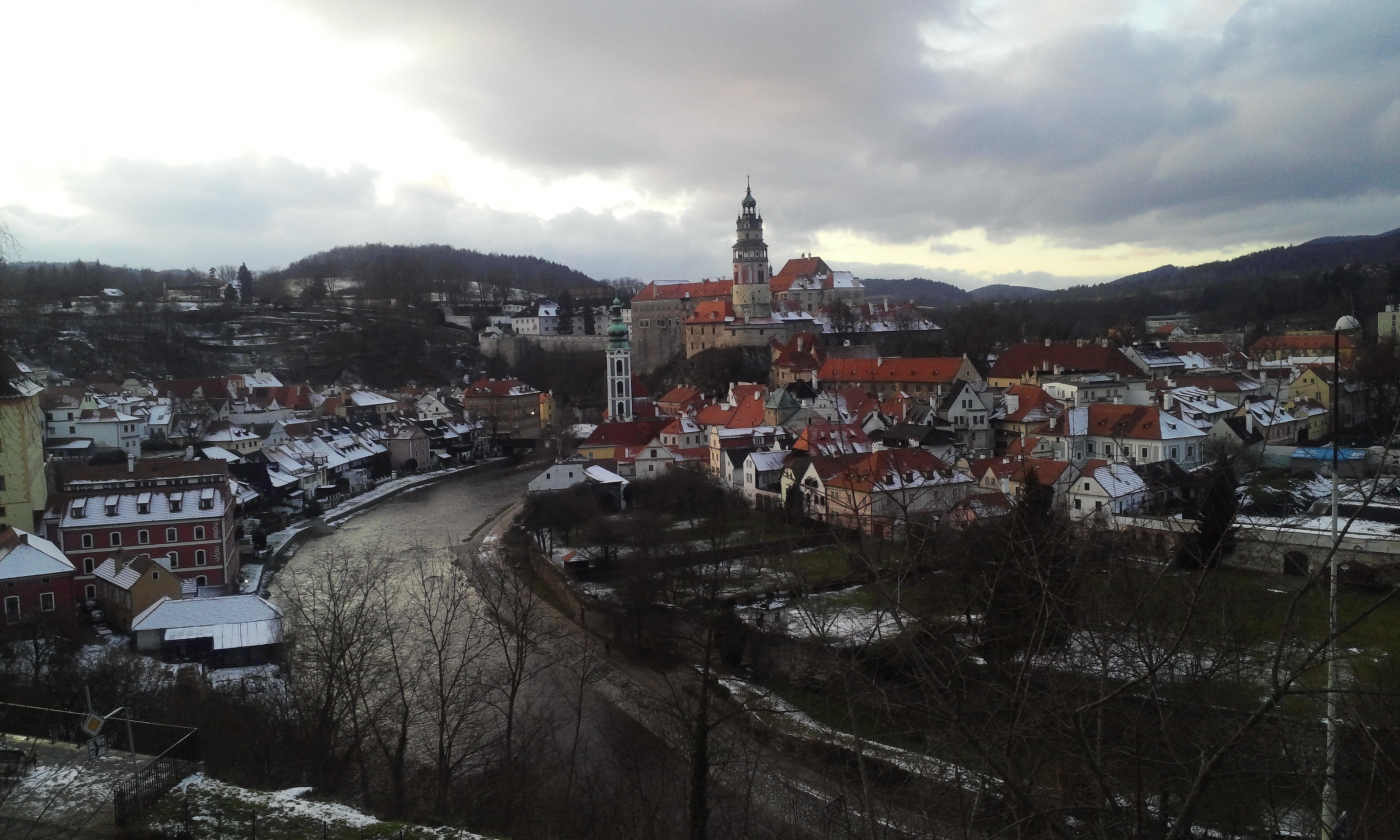
블타바강과 체스키크룸로프의 전경
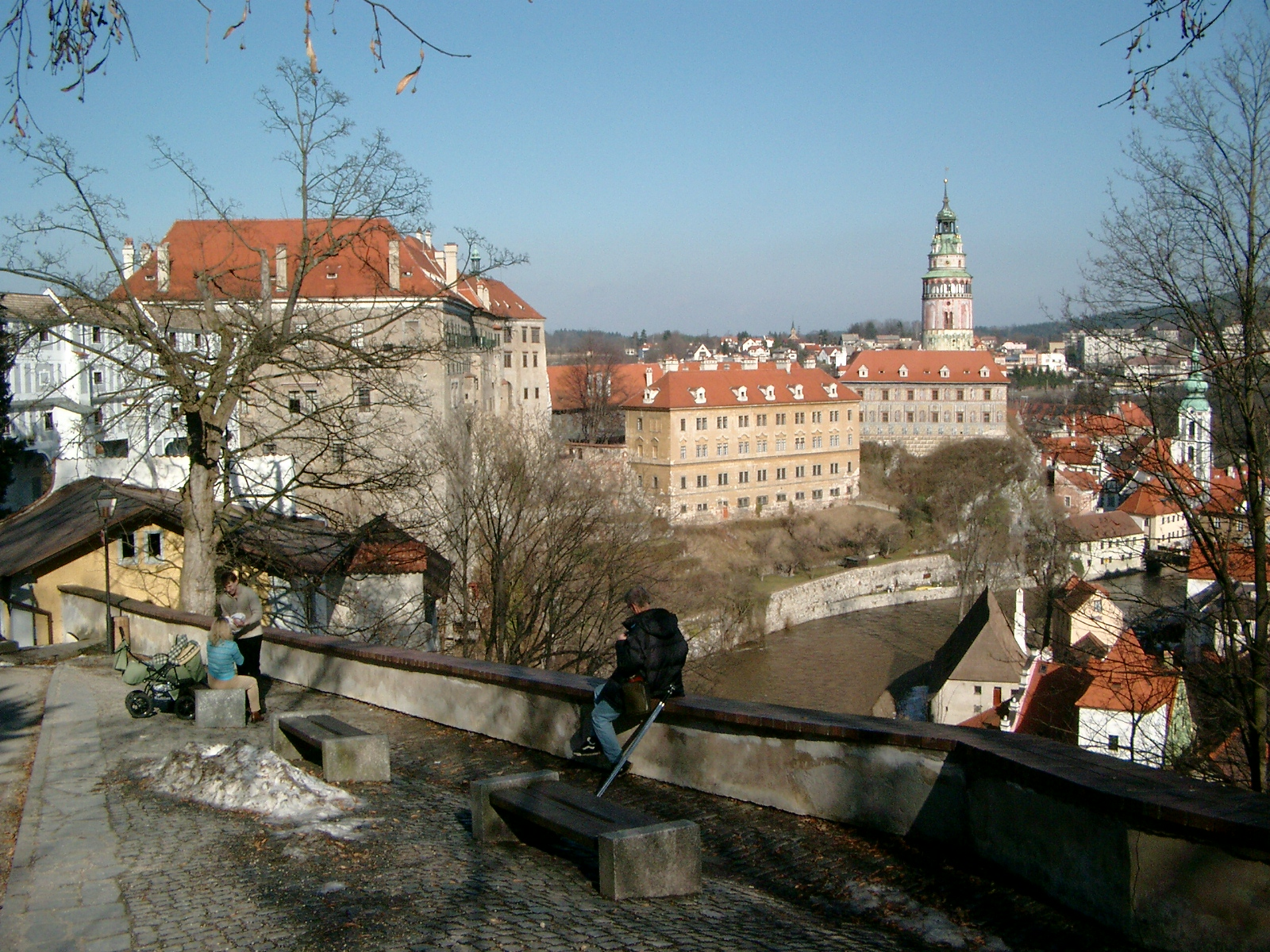
체스키크룸로프성
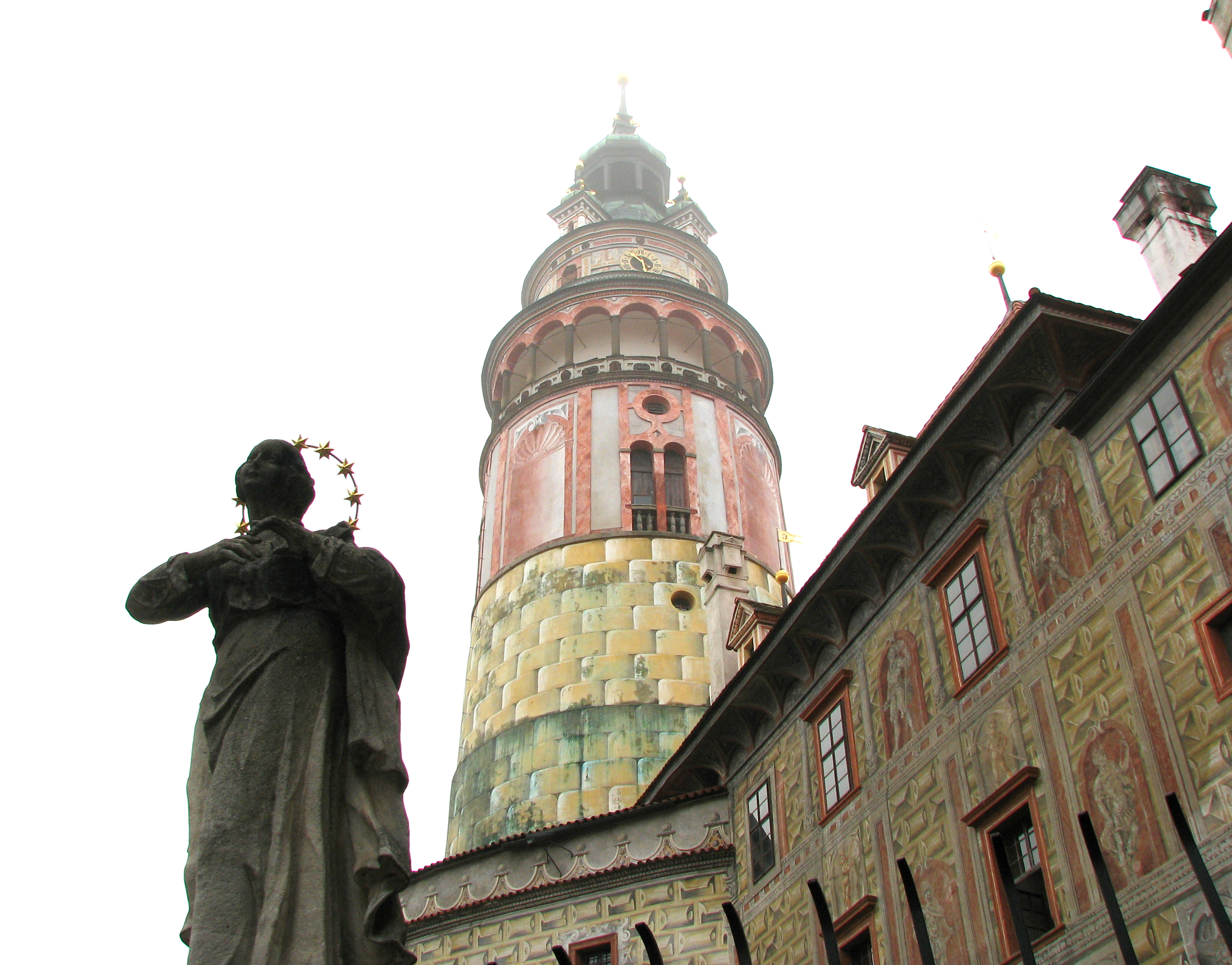
캐슬 타워
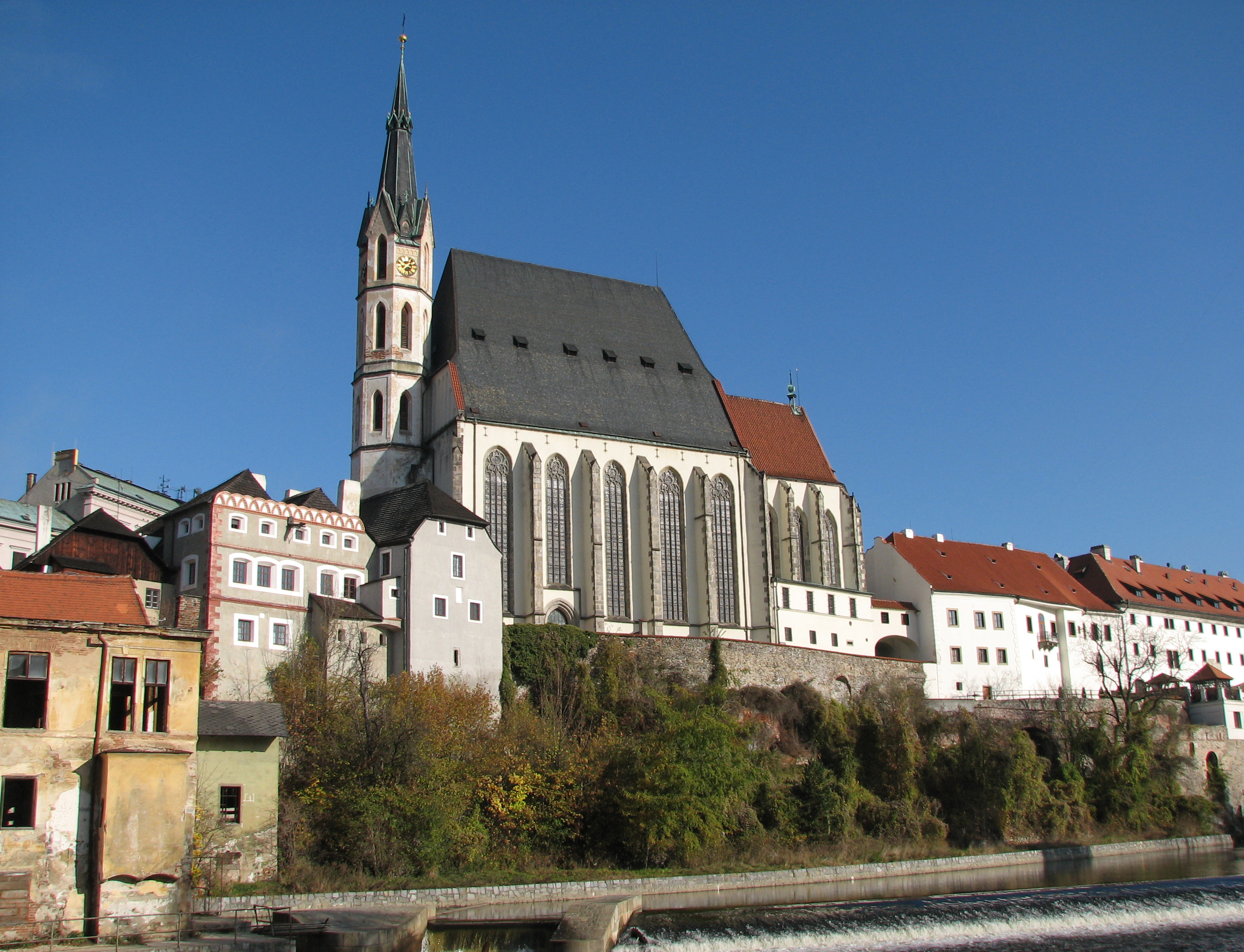
세인트 비투스 교회
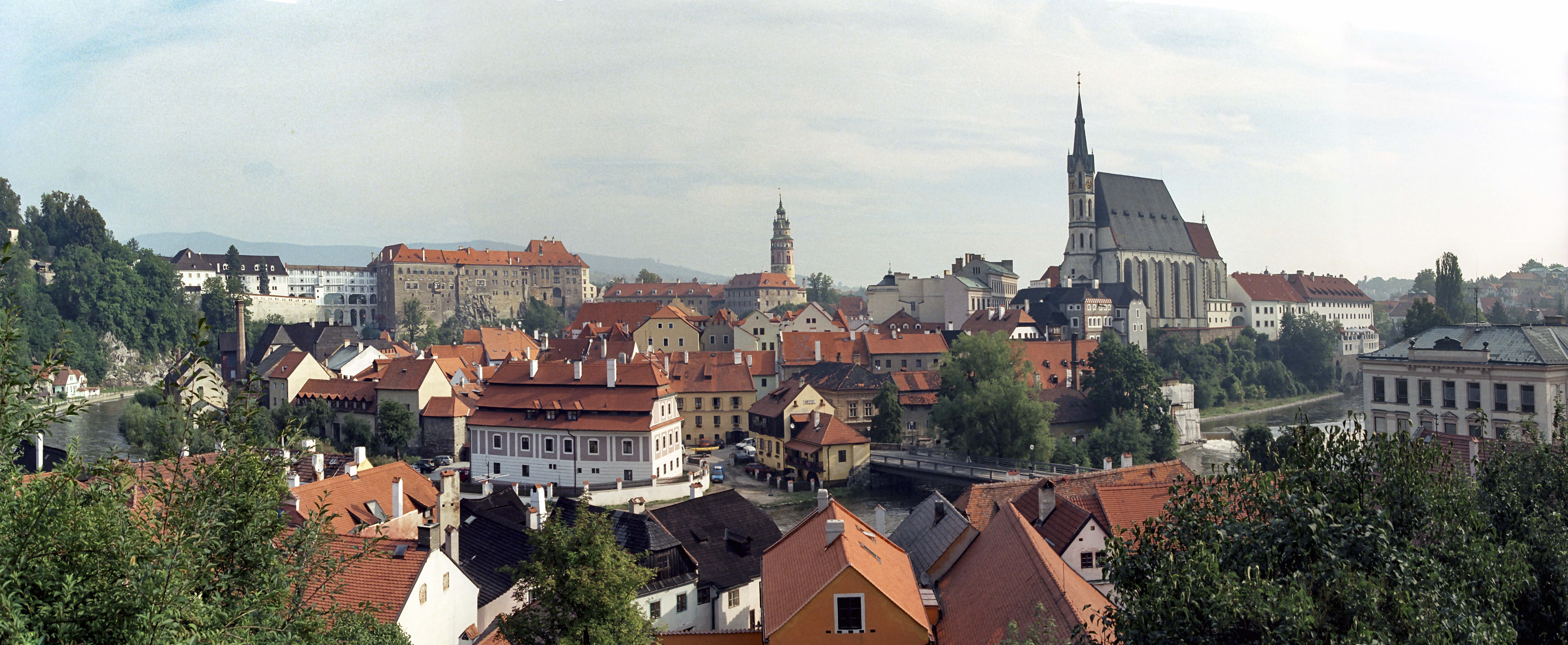
파노라마
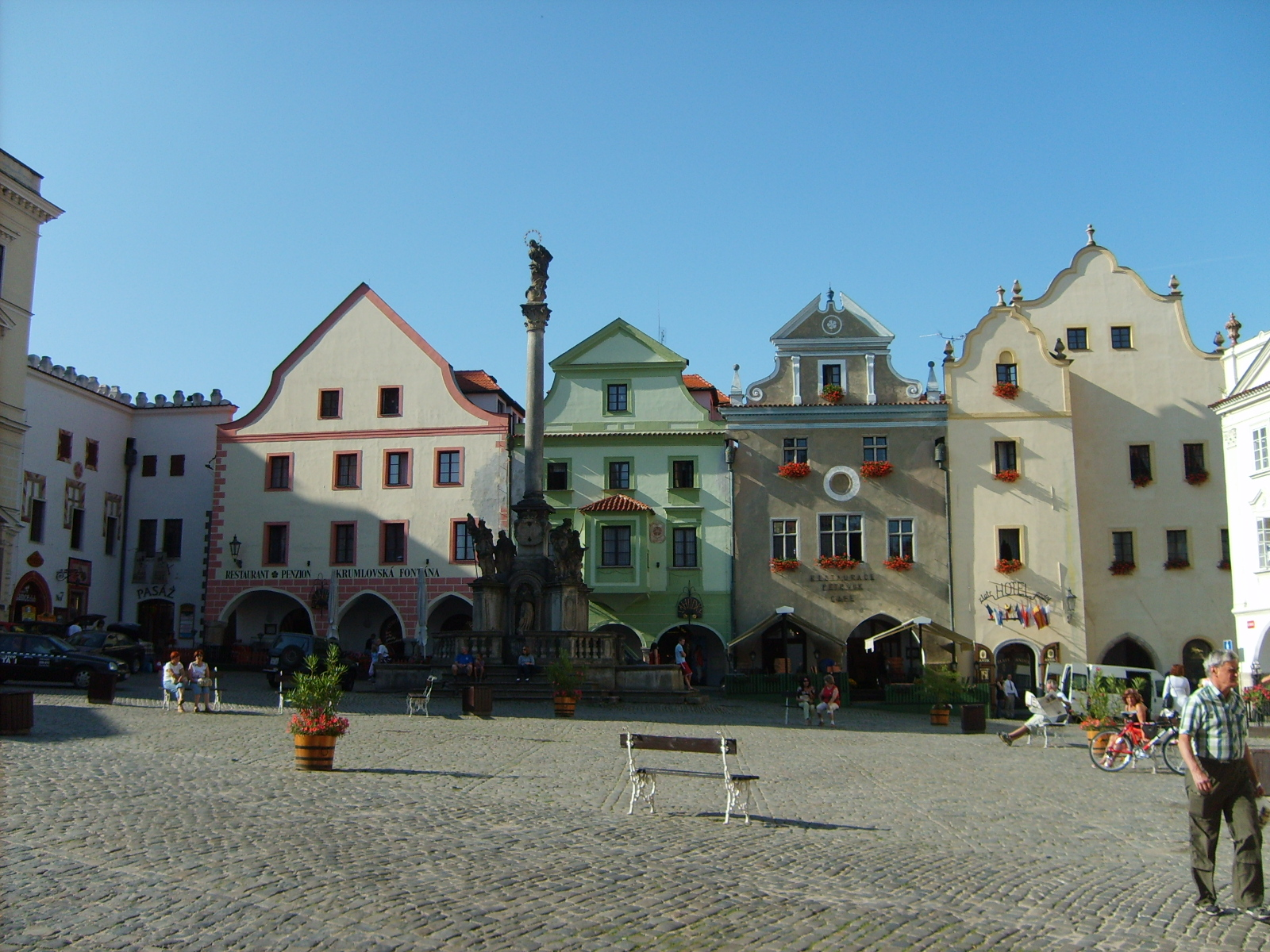
주 광장
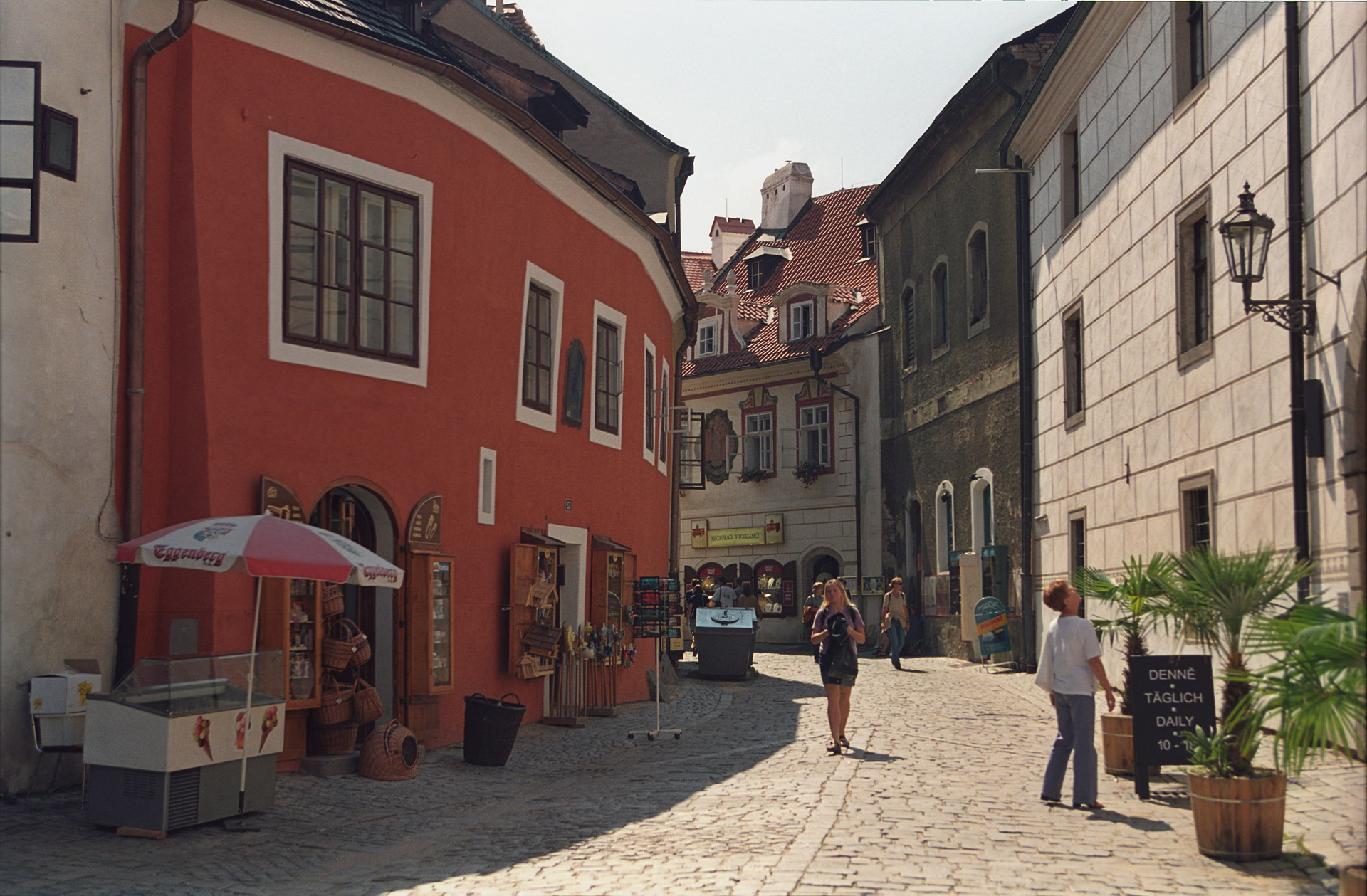
크롬로프의 거리
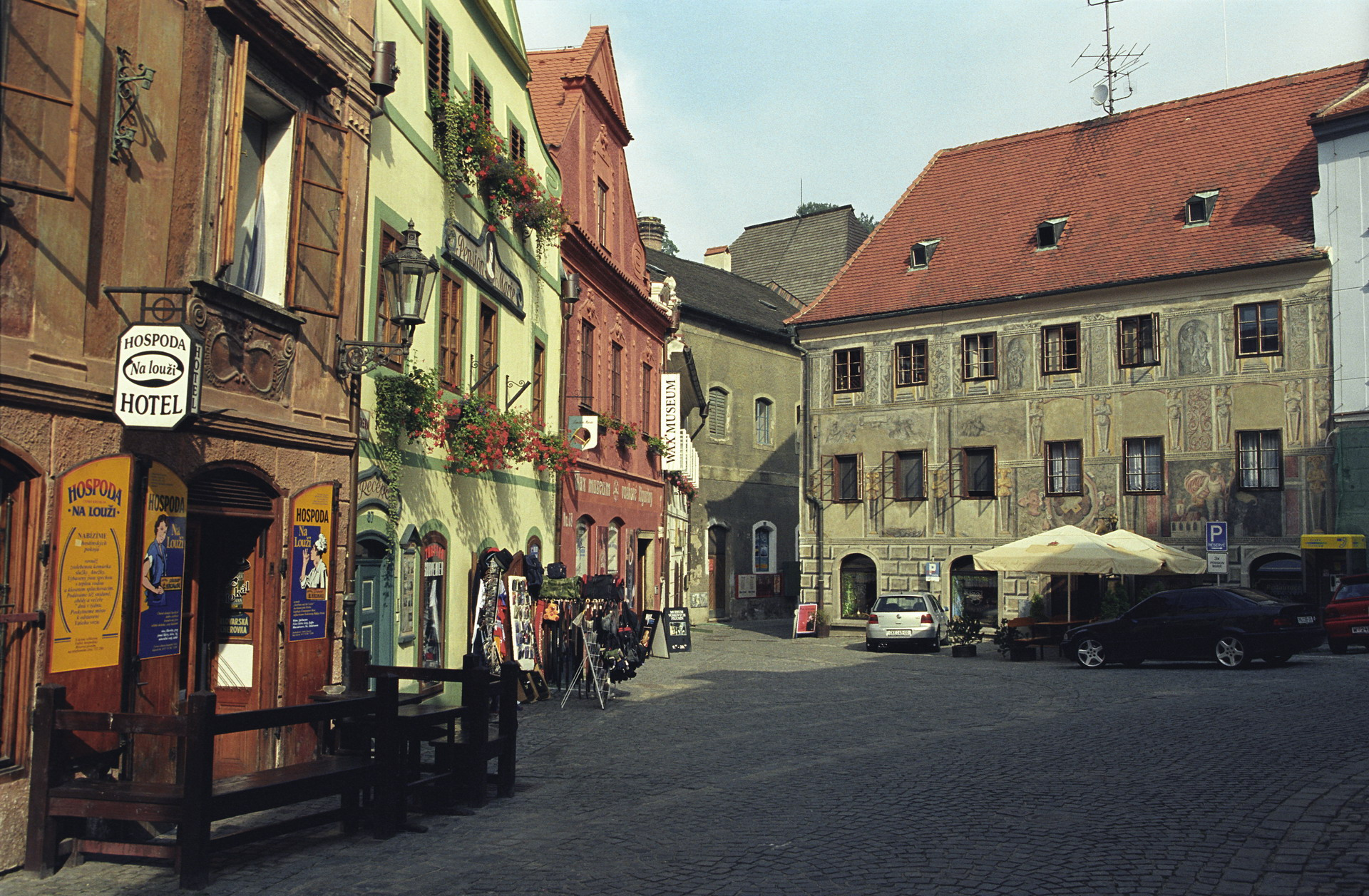
크롬로프의 거리 풍경
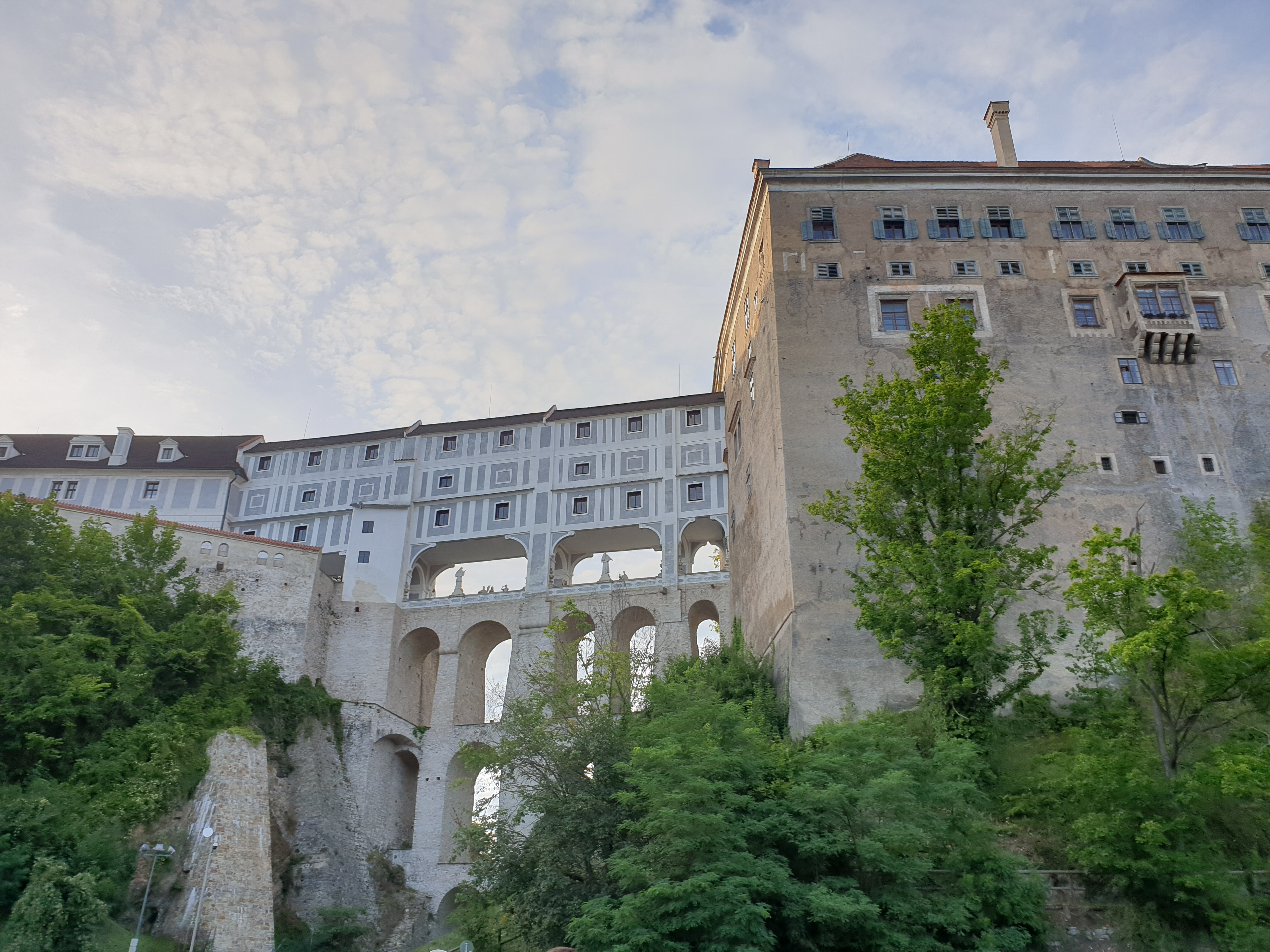
체스키키룸로프성의 망토다리를 멀리에서 바라본 모습
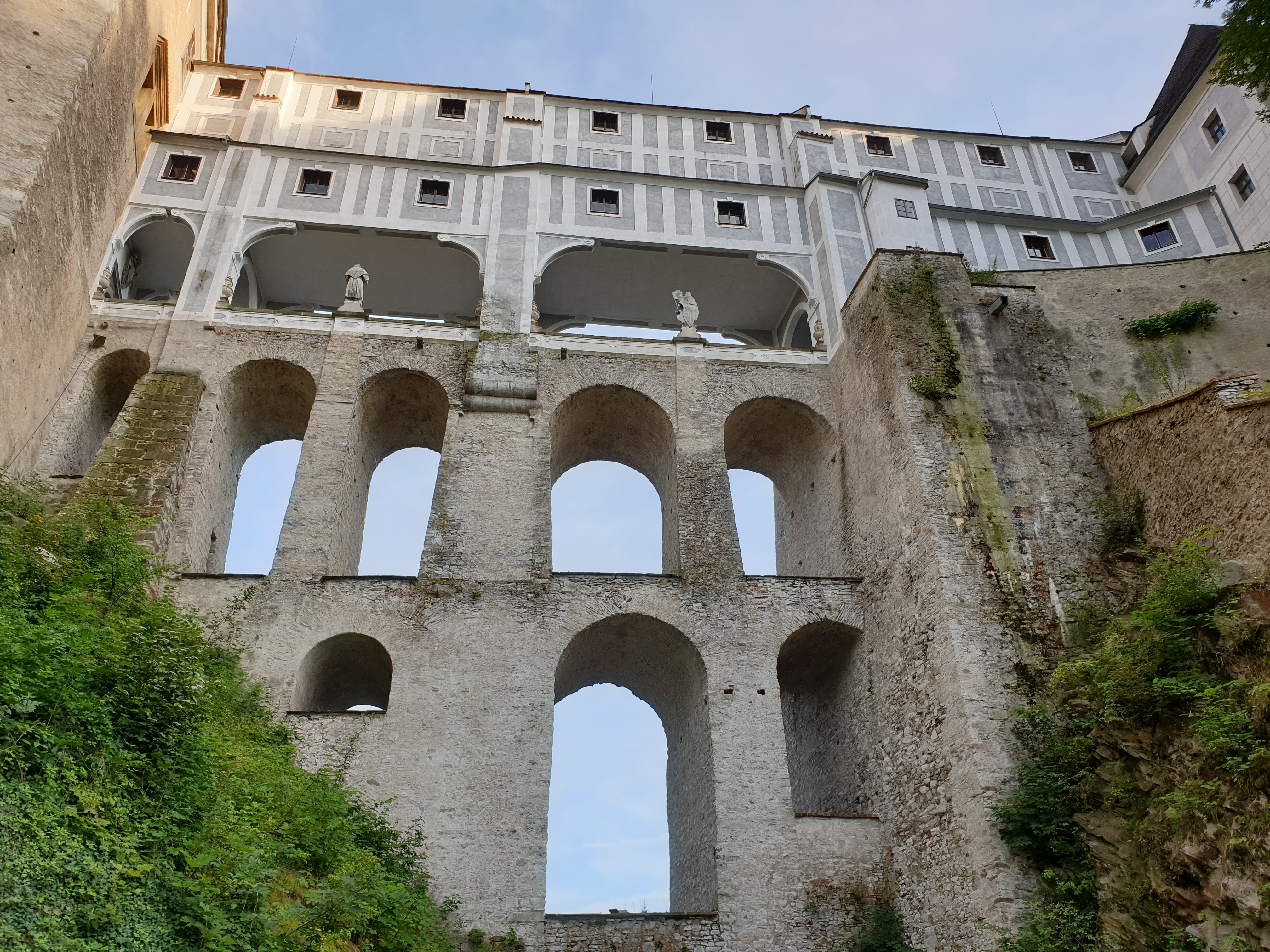
체스키키룸로프성의 망토다리를 가까이 왼쪽에서 바라본 모습
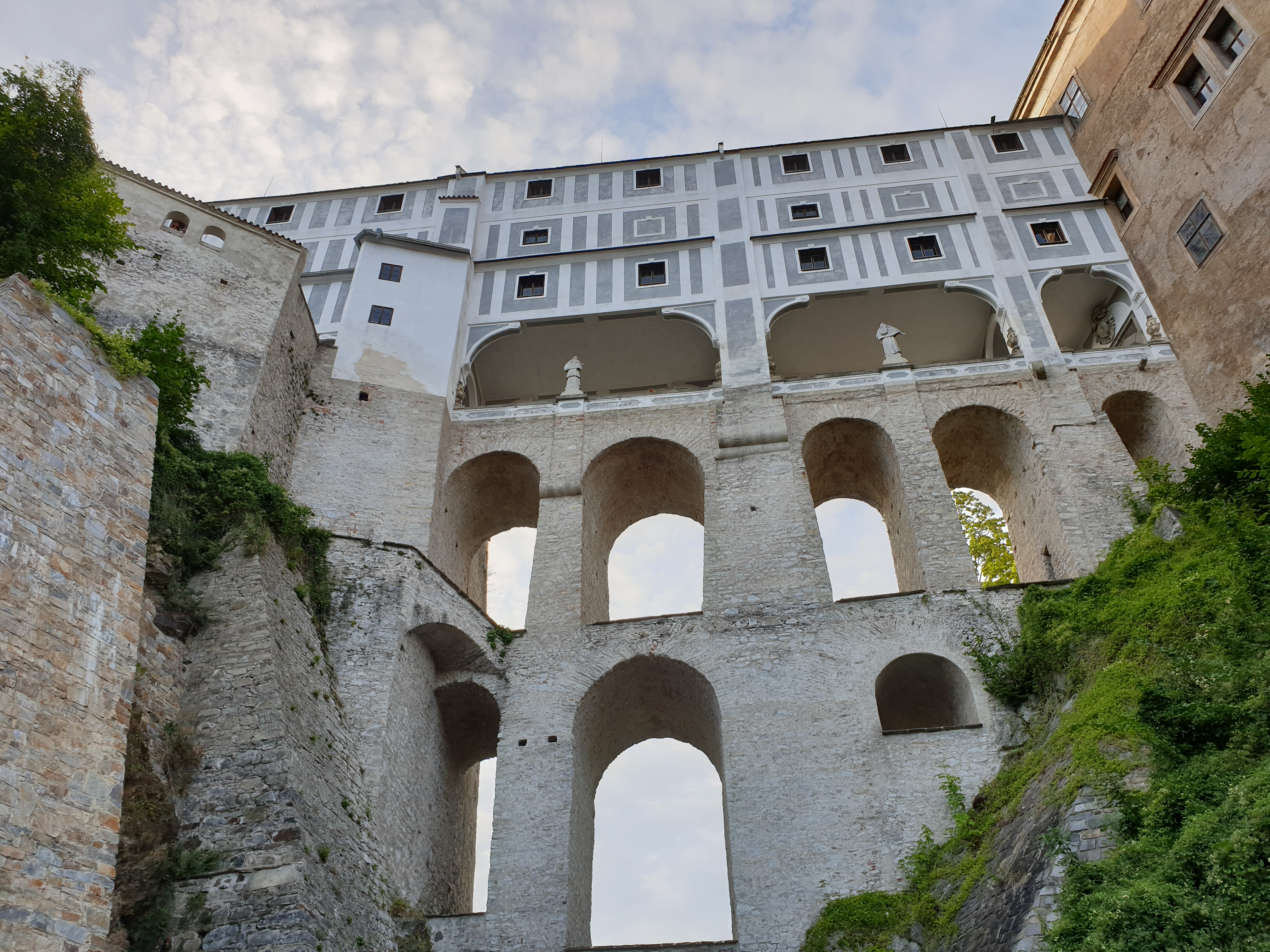
체스키키룸로프성의 망토다리를 가까이 오른쪽에서 바라본 모습